# Ramselbruch
Der Ramselbruch ist ein Naturschutzgebiet mit einer Größe von 53,09 ha auf dem Gebiet der Gemeinde Hövelhof im Kreis Paderborn. Es wird mit der Nummer PB-023 geführt. Das Gebiet wurde erstmals bereits in den 1930er Jahren als Schutzfläche ausgewiesen und gehört damit zu den ältesten Naturschutzgebieten in Ostwestfalen-Lippe.

## Lage
Der Ramselbruch liegt südöstlich des Hövelhofer Ortsteils Riege innerhalb der dem Teutoburger Wald vorgelagerten Sennelandschaft. Der Oberlauf der Ems führt rund 250 Meter südlich der Schutzfläche entlang. Die nur noch unregelmäßig befahrene Eisenbahnlinie Gütersloh-Verl-Hövelhof der Teutoburger Wald-Eisenbahn verläuft auf einer Strecke von rund 700 Metern durch den Ramselbruch oder bildet dessen Grenze.

## Charakteristik
Die Schutzfläche des Ramselbruches bildet einen vielfältig strukturierten, vorwiegend feuchten Biotopkomplex. Neben den vorherrschenden sennetypischen Wald- und Gehölzbeständen im Kerngebiet finden sich im Gebiet auch kleinere Bachläufe, Heidemoorflächen, flachwellige und von Kiefern bestandene Binnendünen sowie am Südwestrand auch brachgefallene Feuchtwiesen und ein wohl aus einem verlandeten Teich entstandener Sumpfseggen-Sumpf.
Daneben finden sich zum Teil infolge von Entwässerungsmaßnahmen eher trocken ausgeprägte Erlen- und Birkenbruchwälder auf bis zu einem Meter starken Flachmoortorfen. Häufig stehen die Erlen auf Bulten. Feuchtere Bruchwaldreste finden sich vorrangig im Bereich eines aus einem Fischteich am Nordrand der Schutzzone abfließenden begradigten Baches, der in südwestliche Richtung durch den Ramselbruch zur Ems hin führt.

## Flora
Innerhalb des kleinen Heidemoores finden sich mit dem Schmalblättrigen Wollgras (Eriophorum angustifolium) und dem Scheiden-Wollgras (Eriophorum vaginatum) zwei Arten von Wollgräsern. Innerhalb der Waldflächen kommen mehrere Arten von Torfmoos sowie der Sumpffarn (Thelypteris palustris) vor. Im Bereich der Binnendünen wachsen Heidegewächse wie die Besenheide (Calluna vulgaris) und die Preiselbeere (Vaccinium vitis-idaea).

## Geschichte
Die Fläche des Ramselbruches, dessen im norddeutschen Raum häufiger vorkommender Name "Ramsel" als "sumpfige Niederung" gedeutet wird, liegt am südlichen Rand eines eiszeitlichen Moränenwalls. Die durch diese Gegebenheit entstandene lehmig-tonige Erdschicht führt zu einem Stau des Oberflächenwassers, wodurch die Bildung des Bruchwaldes zurückzuführen ist.
Die heutige Schutzfläche des Ramselbruches bestand ursprünglich aus zwei Teilen. Der westliche Teil wurde bereits im Jahr 1930 vom Naturschutzverein Münster angepachtet und im Jahr 1939 durch eine Verordnung des damaligen Regierungsbezirks Minden unter Schutz gestellt. Die erstmalige Verordnung zur Unterschutzstellung des Ostteils erfolgte im Jahr 1937. Im Jahr 1969 wurden beide Gebiete durch den nun zuständigen Regierungsbezirk Detmold zusammengelegt. Eine Erneuerung der Verordnung über den Landschaftsplan Senne erfolgte im Jahr 1983.
Neben dem Langenbergteich, den Kipshagener Teichen und dem Furlbachtal gehört der Ramselbruch damit zu den ältesten Schutzgebieten in der Senne.